# Micranthes astilbeoides
Micranthes astilbeoides är en stenbräckeväxtart som först beskrevs av A.S.Losina- Losinskaja, och fick sitt nu gällande namn av Gornall och Ohba. Micranthes astilbeoides ingår i släktet rosettbräckor, och familjen stenbräckeväxter. Inga underarter finns listade i Catalogue of Life.